# Плантаторський пунш

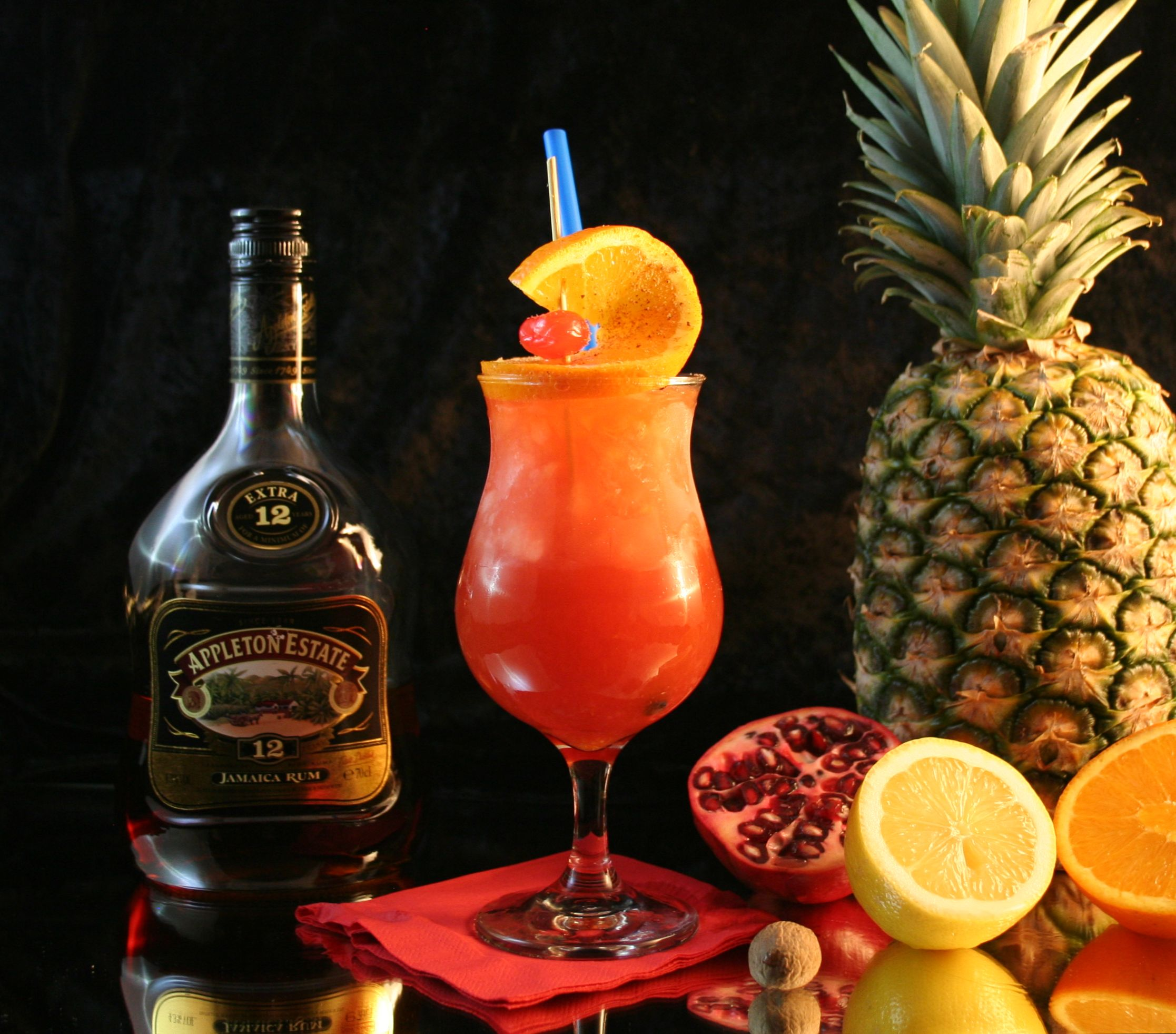
Коктейль «Джин фіз»

«Плантаторський пунш» (англ. Planter's Punch) — алкогольний коктейль на основі темного рому, фруктових соків, густого солодкого сиропу червоного кольору Гренадина, цукрового сиропу та бітера «Ангостура». Класифікується як лонґ дрінк (англ. long drink). Належить до офіційних напоїв Міжнародної асоціації барменів (IBA), категорія «Незабутні» (англ. The Unforgettables).

## Історія
Коктейль відомий з XIX століття, проте не обов'язково під такою назвою. Претензії на авторство висловлювали як мінімум два «Готелю плантаторів» (англ. Planter's Hotel), в честь яких імовірно названий напій. Найбільш відомим є готель в Сент-Луїсі, де працював знаменитий бармен Джеррі Томас, автор першого в США керівництва для барменів. Однак серед безлічі коктейлів, описаних в його книзі Bar-Tender's Guide (1862), «Плантаторський пунш» не зустрічається.
Можливо, першою публікацією рецепта є вірш у вересневому випуску 1878 року лондонського журналу Fun. У 1908 році рецепт коктейлю опублікував The New York Times. Але найбільшу популярність він придбав в 1930-і роки, після скасування сухого закону в США.
Популярність коктейлю була такою, що один з ямайських виробників рому змінив етикетку свого продукту на Planter's Punch Rum («ром для плантаторского пуншу»), а сам темний ром почали виробляти на Кубі і Пуерто-Рико, де традиційним вважався світлий ром.
Коктейль мав безліч варіацій, а сучасний рецепт, цілком ймовірно, з'явився в 1920-і роки в готелі Myrtle Bank Hotel в Кінгстоні на Ямайці. При цьому кожен курорт на острові має свою думку, як повинен змішуватися цей напій і кожен стверджує, що саме його рецепт є оригінальним.

## Спосіб приготування
Склад коктейлю «Плантаторський пунш»:
- темний ром — 45 мл (4,5 cl);
- апельсиновий сік — 35 мл (3,5 cl);
- ананасовий сік — 35 мл (3,5 cl);
- лимонний сік — 20 мл (2 cl);
- гренадин — 10 мл (1 cl);
- цукровий сироп — 10 мл (1 cl);
- бітер «Ангостура» — 3—4 краплі.

Усі інгредієнти (крім ангостури) змішуються в шейкері, відціджуються у високий келих, потім додається ангостура. Готовий коктейль прикрашають гарніром з коктейльної вишні та часточки ананаса.